# Panex (jeu)
 (novembre 2017).
Le jeu nommé Panex consiste en 2 tours de disques concentriques, de couleurs différentes, placés sur un plateau avec trois tiges. Le but du jeu est d'échanger les deux tours, sachant qu'on ne peut déplacer qu'un disque à la fois, et qu'un disque ne peut descendre plus bas que sa position initiale.

## Présentation
Le jeu est constitué :
- de 10 disques bleus et 10 disques rouges; chacun des 10 disques d'une série est de taille différente.
- d'un plateau contenant 3 tiges permettant d'accueillir chacune au maximum 11 disques.

Initialement, les 10 disques bleus et les 10 disques rouges sont placés, par ordre de taille décroissante, respectivement sur la tige de gauche et sur celle de droite.
Les disques peuvent être déplacés d'une tige à une autre, mais chaque disque ne peut pas descendre plus bas que sa position dans la solution (les disques se comportent comme des anneaux cylindriques autour d'un cône).
Contrairement aux Tours de Hanoï, les disques sont solidaires du plateau et ne peuvent pas être déplacés de la tige gauche à la tige droite si celle du milieu contient déjà un disque sur sa position supérieure.

## Intérêt algorithmique du jeu
Ce jeu se révèle nettement plus compliqué que les Tours de Hanoï. Contrairement à la résolution récursive des Tours de Hanoï qui est facilement compréhensible, celle de Panex existe, mais est beaucoup plus complexe.